# Unterrichtsplanung
Die Unterrichtsplanung ist ein wichtiger Bestandteil der Arbeit von Lehrern. Sie umfasst alle Überlegungen zur Vorbereitung einer Unterrichtsstunde oder Unterrichtseinheit. In der Lehrerausbildung werden daher Konzepte gelehrt, welche fachwissenschaftlichen, didaktischen und pädagogischen Überlegungen vor einem Unterricht anzustellen und wie diese zu dokumentieren sind.
Die Unterrichtsplanung dient zum einen der Orientierung für den Lehrer beim Unterrichten. Zum anderen soll sie die angestrebten Lernziele vor dem Hintergrund eines gewählten didaktischen Modells rechtfertigen.
Dazu wurden verschiedene Modelle entwickelt. Die drei bekanntesten sind der sogenannte Bildungstheoretische Ansatz von Wolfgang Klafki, das in Abgrenzung dazu entwickelte Berliner Modell von Paul Heimann und das daraus entstandene Hamburger Modell von Wolfgang Schulz. Neuere Modelle der Unterrichtsplanung greifen aktuelle Fragen der Didaktik auf und binden sie in die traditionellen Planungskategorien ein. Tulodziecki, Herzig und Blömeke (2004) betonen in ihrem Planungsmodell die Bedeutung der neuen Aufgabenkultur. Maier (2012) schlägt ein Planungsmodell vor, das auf langfristige Lehr-Lern-Prozesse ausgelegt ist und Fragen der Diagnostik und Kompetenzentwicklung in den Blickpunkt rückt.

## Planungsschema
Bei der Unterrichtsplanung müssen die jeweils relevanten Fragen der einzelnen Planungsbestandteile beantwortet werden und auf Grundlage der damit erstellten pädagogischen Analyse die unterrichtsrelevanten Entscheidungen getroffen werden. Es gibt kein allgemeinverbindliches Schema für die Unterrichtsplanung; viele Hochschulen und Studienseminare verwenden den nachfolgenden Aufbau. Das hier vorgestellte Schema beinhaltet dabei mehr als die im Einzelfall zu bearbeitenden Fragen, da je nach zugrundegelegtem Modell einzelne Punkte nicht zur Anwendung kommen oder Kriterien für bestimmte unterrichtliche Zusammenhänge nicht anwendbar sind.
Bedingungsanalyse
- Analyse und Bewertung der verschiedenen Bedingungen, unter denen der Unterricht stattfindet (zum Beispiel nach den Bedingungsfaktoren des Berliner Modells)
- Lerngruppenbeschreibung (v. a. mit Beschreibung ihrer für die Stunde relevanten Fähigkeiten)

Sachanalyse
- Darstellung der Inhalte
- Fachwissenschaftliche Einordnung des gewählten Themas
- Wissenschaftliche Probleme

Didaktische Analyse
- Einordnung des Themas im Lehrplan (Lernfeld, Stundenansatz)
- Analyse z. B. nach dem Klafkischen Perspektivenschema
- Orientierung an den didaktischen Prinzipien
- Struktur des didaktisch reduzierten Lerngegenstandes (formal und inhaltlich)
- Definition der Lernziele, differenziert nach Reichweite, geistig-seelischer Dimension und Komplexität

Methodische Analyse
- Auswahl der Grundformen didaktischen Handels (Lehr-Lern-Methoden)
- Auswahl der methodischen Großformen (Unterrichtsformen oder Unterrichtsmethoden, teilweise auch Didaktikisch-methodische Konzepte)
- Darlegung möglicher Schwierigkeiten und daraufhin Entwicklung von Alternativen und Differenzierungen
- Auswahl der Sozialform und deren Arbeitsform (Unterrichtstechnik oder Unterrichtsverfahren)
- Auswahl der Medien (vgl. Bedingunganalyse)
- Entwicklung darauf basierender Unterrichtsphasen

Evaluation
- Bestimmung der Erfolgskriterien
- Darstellungsformen für die Lernkontrollen
- Auswahl geeigneter Tests u. a. Prüfverfahren

Die Verlaufsplanung ist das Drehbuch der Unterrichtsstunde bzw. Unterrichtseinheit in tabellarischer Form, chronologisch durchgeplant. Das Aussehen variiert nach dem ausgewählten didaktischen Modell. Wissenschaftsbasierter Unterricht folgt dabei einer von der Zielsetzung her begründeten Phasenstruktur.
| Unterrichtsphase | Lerneraktivität | Material/Medien | Sozialform | Lehreraktivität | Arbeitsform | Zeitansatz |
| ---------------- | --------------- | --------------- | ---------- | --------------- | ----------- | ---------- |
| Einstieg         |                 |                 |            |                 |             | 2–10 min   |
| Erarbeitung      |                 |                 |            |                 |             | 10–15 min  |
| Zusammenfassung  |                 |                 |            |                 |             | ≈5 min     |
| Vertiefung       |                 |                 |            |                 |             | 10–15 min  |
| Zusammenfassung  |                 |                 |            |                 |             | ≈5 min     |
| Planungsformular |                 |                 |            |                 |             |            |

Anlagen können sein:
- Arbeitsblätter
- Skizze des Tafelbildes
- Gegenstände aus der Lebenswelt der Lerner zum Einstieg

## Kompetenzorientierte Unterrichtsplanung
Unter Kompetenzen versteht man kognitive Fähigkeiten und Fertigkeiten, bestimmte Probleme zu lösen, sowie die damit verbundenen motivationalen, volitionalen und sozialen Bereitschaften und Fähigkeiten, um die Problemlösungen in variablen Situationen erfolgreich und verantwortungsvoll nutzen zu können.
Mit der Einführung von Bildungsstandards wird verstärkt über eine kompetenzorientierte Unterrichtsplanung diskutiert. Kompetenzorientierung bedeutet, dass sich Unterricht an der langfristigen Kompetenzentwicklung der Schüler in einzelnen Fachdomänen (Lesen, Schreiben, Fremdsprache etc.) zu orientieren hat. Der Aufbau von Kompetenzen erschöpft sich dabei nicht mit reiner Wissensaneignung. Vielmehr bedeutet Kompetenzorientierung, dass fachspezifisches Wissen in konkreten Situationen auch angewendet werden kann (z. B. ein Gespräch in einer fremden Sprache führen, ein Sachproblem mathematisch lösen können). Für die Unterrichtsplanung bedeutet dies eine Abkehr von der detaillierten Planung einzelner Unterrichtsstunden hin zur Planung von langfristig angelegten Lehr-Lern-Prozessen bzw. Prozessen des Kompetenzerwerbs. Dabei spielt die Analyse der individuellen Lernvoraussetzungen sowie die ständige Beobachtung des Lernfortschritts (formative Leistungsdiagnostik) eine wichtige Rolle. Ebenfalls müssen Lehrkräfte wissen, wie sich fachspezifische Kompetenzen (z. B. Begriffswissen in Physik oder Rechtschreibkompetenz) bei den Lernenden entwickeln bzw. aufbauen lassen (Kompetenzentwicklungsmodelle).
Es gibt mittlerweile erste Ansätze bzw. Modelle für eine kompetenzorientierte Unterrichtsplanung:
Lersch (2007) entwirft ein Modell der Didaktik kompetenzfördernden Unterrichtens. Kompetenzmodelle erlauben seiner Meinung nach in Zukunft eine Diagnose von Lernentwicklungsverläufen. Unterricht muss dann den Schülern die Möglichkeit geben, ihr Können unter Beweis zu stellen. Für Lehrkräfte und Lehrerbildung bedeutet ein kompetenzorientierter Unterricht ein völliges Umdenken. Bisher wurde von der Fachsystematik ausgehend Unterricht zeitlich geplant und strukturiert. Kompetenzorientierung bedeutet dagegen, dass Unterricht vom Lernziel her geplant werden muss und die Lernvoraussetzungen sowie die Kompetenzentwicklungsschritte der Schüler in den Blick nehmen muss. Für die konkrete Unterrichtsplanung schlägt Lersch (2007) die Entwicklung von Kompetenzerwerbsrastern vor, mit denen die Zusammenhänge zwischen dem Aufbau von Teilkompetenzen (vertikaler Transfer), den Anwendungssituationen (horizontaler Transfer) und dem überfachlichen Wissen (lateraler Transfer) veranschaulichen lassen.
Maier (2012) beschreibt fünf Kategorien für die Planung eines kompetenzorientierten Unterrichts. Diese Planungskategorien greifen unter anderem auch Aspekte der lehr-lern-theoretischen Didaktik und der pädagogischen Diagnostik auf:

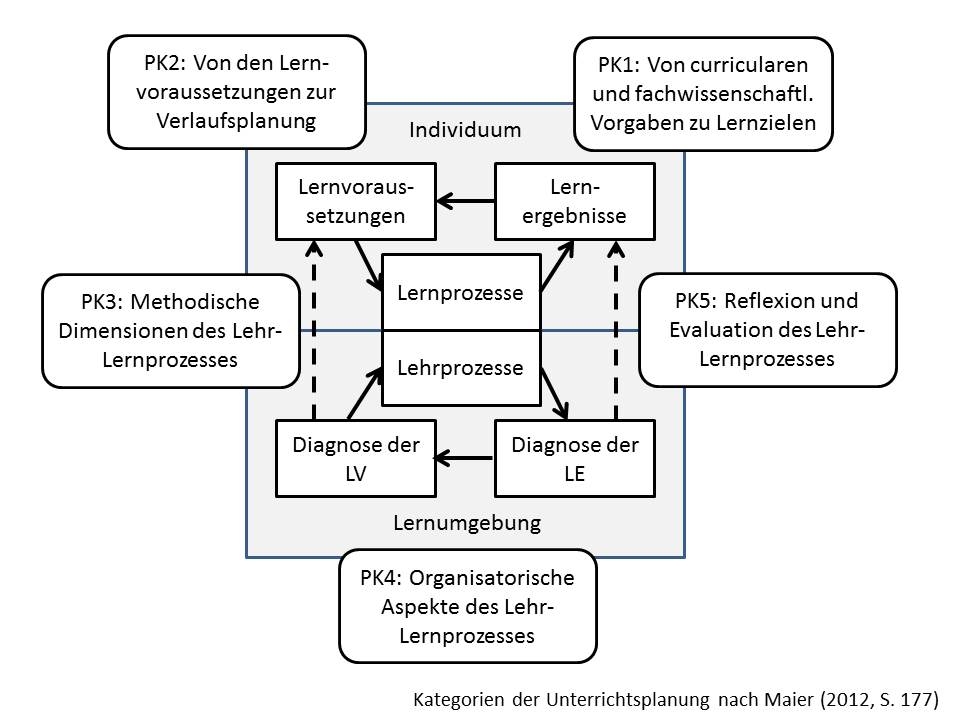
Unterrichtsplanung Kompetenzorientierung Planungskategorien Unterrichtsentwürfe Lehr-Lernsequenzen Unterrichtsgestaltung

1. Curriculare und fachwissenschaftliche Vorgaben klären:
  - Fachwissenschaftlicher Hintergrund (Sachanalyse) und/oder Kompetenzanalyse (z. B. Lesekompetenz)
  - Curriculare Vorgaben: Verankerung in Bildungsplänen bzw. Bildungsstandards
  - Formulierung von Lernzielen bzw. Kompetenzen für die Lehr-Lern-Sequenz
2. Lernvoraussetzungen und Schritte des Wissenserwerbs beachten
  - Welche Modelle des Wissens- bzw. Kompetenzerwerbs sind für die Lehr-Lern-Sequenz relevant (z. B. Stufen des Schriftspracherwerbs, Stufen der kognitiven Entwicklung in Mathematik, Konzeptwechseltheorien etc.)?
  - Welche Möglichkeiten der Erfassung von relevanten Lernvoraussetzungen stehen zur Verfügung (Schülerbeobachtungen, Analyse von Schülerarbeiten, Kurztests, standardisierte Tests etc.)?
  - Beschreibung der Schülerlernvoraussetzungen: Allgemeine Lernvoraussetzungen (Sprache, Klassenklima, Rituale, sozialer Hintergrund etc.) und fachspezifische Lernvoraussetzungen (Auf welcher Stufe des Kompetenzerwerbs befinden sich die Schüler? Welches Vorwissen haben sie?)
  - Sollte vor dem Hintergrund der Schülerlernvoraussetzungen an eine weitere Differenzierung bzw. Individualisierung der Lernziele gedacht werden?
3. Methodische Gestaltung der Lehr-Lern-Sequenz
  - Begründung der sequenziellen Strukturierung der Lehr-Lern-Sequenz in Hinblick auf Vorwissen und Stufen des fachspezifischen Kompetenzerwerbs (roter Faden, Schritte der Lehr-Lern-Sequenz, Artikulationsstufen, Verlaufsformen etc.)
  - Auswahl und Analyse von Aufgabenstellungen für die einzelnen Phasen des Unterrichts
  - Begründung methodischer Entscheidungen hinsichtlich folgender Dimensionen: Wissen präsentieren (lehrergelenkt) vs. Wissen entdecken lassen (schülergelenkt); Lebensweltbezug, Anwendungsbezug und Nutzung von Beispielen; kollektives Lernen vs. Individualisierung und Differenzierung; Repräsentationsformen und Nutzung geeigneter Medien; Einzelarbeit vs. kooperatives Lernen
4. Organisatorische Aspekte der Lehr-Lern-Sequenz beachten
  - Wie könnte eine skizzenartige Darstellung der geplanten Lehr-Lern-Sequenz aussehen (z. B. Tabellarische Darstellung als „Regieanweisung“)?
  - Was ist bei der Vorbereitung der Lernumgebung zu beachten (z. B. Lernmaterialien, Medien, Sozialformen etc.)?
  - Klassenmanagement: Welche Rituale und Regeln gibt es in der Klasse? Wie gehen die Lehrkräfte mit Störungen um? Welche organisatorischen Elemente sind für die Durchführung dieser Lehr-Lern-Sequenz von besonderer Bedeutung?
5. Evaluation und Reflexion der Lehr-Lern-Sequenz
  - Reflexion der Unterrichtsdurchführung (persönliche Reflexion der Unterrichtsdurchführung, Reflexion des Feedbacks durch Mentoren bzw. Mitstudierende, Schülerfeedback)
  - Evaluation der Lernfortschritte von Schülern (Lernverlaufsdiagnosen, Unterrichtsbeobachtungen beim Lösen von Aufgaben, geeignete Rückmeldungsformate für die Schüler etc.)
  - Welche Konsequenzen ergeben sich für eine erneute Durchführung der Lehr-Lern-Sequenz bzw. für den weiterführenden Unterricht?

Diese fünf Planungskategorien können für eine schriftliche Unterrichtsplanung von Lehr-Lern-Einheiten herangezogen werden. Die einzelnen Leitfragen strukturieren eine auf längere Sicht angelegte Planung von Lehr-Lern-Prozessen (z. B. mehrwöchige Unterrichtseinheiten). Ebenso können je nach Heterogenität der Schülerlernvoraussetzungen individuelle Lernverläufe geplant werden. Die fünf Planungskategorien sind zudem offen für verschiedene methodische Ansätze (lehrergelenkter Unterricht, offener Unterricht). Je nach Lernvoraussetzungen, situativen Gegebenheiten und Lernzielen gilt es, eine methodische Form zu wählen.

## Form
Die Unterrichtsplanung wird in der Regel entsprechend der Formvorschriften nach DIN 5008 schriftlich erstellt. Für formelle Beurteilungen von Unterricht durch Ausbilder oder Vorgesetzte wird ein bestimmter Umfang der Planung vorgeben (z. B. 8–10 Seiten). Außerhalb der Lehrerausbildung oder von Beurteilungsverfahren finden nur noch einzelne Punkte der Planung schriftlich statt, wie etwa das Entwerfen eines Tafelbildes oder eines Verlaufsplanes.

## Kritik an der kompetenzorientierten Unterrichtsplanung
Kritiker der Kompetenzorientierung und Kompetenztheorie sind unter anderen Jochen Krautz, Matthias Burchardt, Konrad Paul Liessmann und Volker Ladenthin. Sie führen aus, dass das Kompetenzkonzept durch die OECD mittels ihrer PISA-Studien als neues Leitziel von Schule durchgesetzt worden sei.
Dies sei ohne demokratische Legitimation geschehen. Das Kompetenzkonzept sei nicht didaktisch, sondern ökonomisch motiviert, wissenschaftlich ungeklärt, es senke empirisch nachweisbar das Bildungsniveau, widerspreche den Leitzielen eines demokratischen Bildungswesens, zersetze didaktisches und pädagogisches Denken und Handeln und behindere Kinder und Jugendlichen in ihrer Entwicklung zu mündigen Staatsbürgern. Gegen Kritik werde die Kompetenztheorie ideologisch immunisiert. Ihr antiaufklärerischer und inhumaner Charakter widerspreche der gesamten Bildungstradition und sei die „bisher ausgeprägteste Form einer Theorie der Fremdsteuerung“.
Diese Kritikpunkte werden aufgenommen im Vorschlag einer „entwicklungsorientierten Bildung“, welche als neues Paradigma die „kompetenzorientierte Bildung“ ablösen und zugleich in sich integrieren kann (so wie „kompetenzorientierte Bildung“ angetreten ist, um „wissensorientierte Bildung“ abzulösen und in sich aufzunehmen). Entwicklungsorientierte Bildung führt die Kernanliegen humanistischer und personzentrierter Bildung mit hilfreichen Elementen kompetenzorientierter Bildung zusammen.

## Kritik an der (Zentralstellung von) Unterrichtsplanung
Empirische Forschung deutet darauf hin, dass mit adaptiver Lernprozessgestaltung Ziele besser erreicht werden als mit strikter Plananhaftung, die nicht berücksichtigt, was bei den Lernenden im aktuellen Lernprozess gerade passiert. Aus dieser Erkenntnis entsteht ein Verständnis von Vorbereitung, die nicht bzw. nicht primär in eine Planung mündet, sondern von vornherein in didaktischen Alternativen denkt und auch für solche Impulse der Lernenden offen ist, die zu nochmals anderen Lernwegen führen als im Voraus gedacht – allerdings bei klarer und laufender Zielorientierung.